# Сеговија
Сеговија (шп. Segovia) град је у Шпанији, главни град истоимене покрајине Сеговија и налази се у аутономној заједници Кастиља и Леон. Лежи на ушћу река Ересма и Кламорес, у подножју планије Сијера де Гвадарама (шп. Sierra de Guadarrama).
Град је познат по својим историјским грађевинама, укључујући три главне знаменитости: римски аквадукт у средишту града, катедралу (једну од последњих која је саграђена у Европи у готичком стилу) и дворац који је послужио као један од шаблона за Волт Дизнијев Пепељугин замак. Центар града Сеговије је Унеско 1985. године прогласио Светском баштином.

## Становништво
Према процени, у граду је 2009. живело 56.660 становника.

| 1981.  | 1989.  | 1991.  | 2001.  | 2002.  |
| ------ | ------ | ------ | ------ | ------ |
| 53.237 | 54.375 | 57.617 | 54.368 | 54.368 |

Пораст броја становника којије Сеговија имала током 19. века био је још више убрзан од 1920. године. Последњих година овај број стагнира или је у благом порасту.

## Партнерски градови
- Единбург
- Мерисвил
- Тусон
- Тур
- Gangdong District